# Eois albigirisea
Eois albigirisea là một loài bướm đêm trong họ Geometridae.